# Salon des réalités nouvelles
Salon des réalités nouvelles [salon déréalité núvel] čili Salon nových skutečností je sdružení umělců, kteří pořádají v Paříži výstavy zaměřené na abstraktní umění.

## Historie
První výstava pod názvem Salon des réalités nouvelles se konala v roce 1939 v Galerii Charpentier. Výstavu uspořádali Robert Delaunay, Sonia Delaunay, Nelly van Doesburg a Fredo Sidès.
Salon oficiálně založil v roce 1946 Fredo Sidèse jako nástupce sdružení Abstraction-Création a mezi prvními členy byli Hans Arp, Sonia Delaunay a Albert Gleizes. Fredo Sidès byl předsedou Salonu až do své smrti v roce 1953.
V průběhu let se výstava konala na několika místech. Od roku 2004 se koná na Parc floral de Paris ve Vincennes, kde každoročně vystavuje obrazy, sochy a fotografie více než 350 umělců.

## Galerie

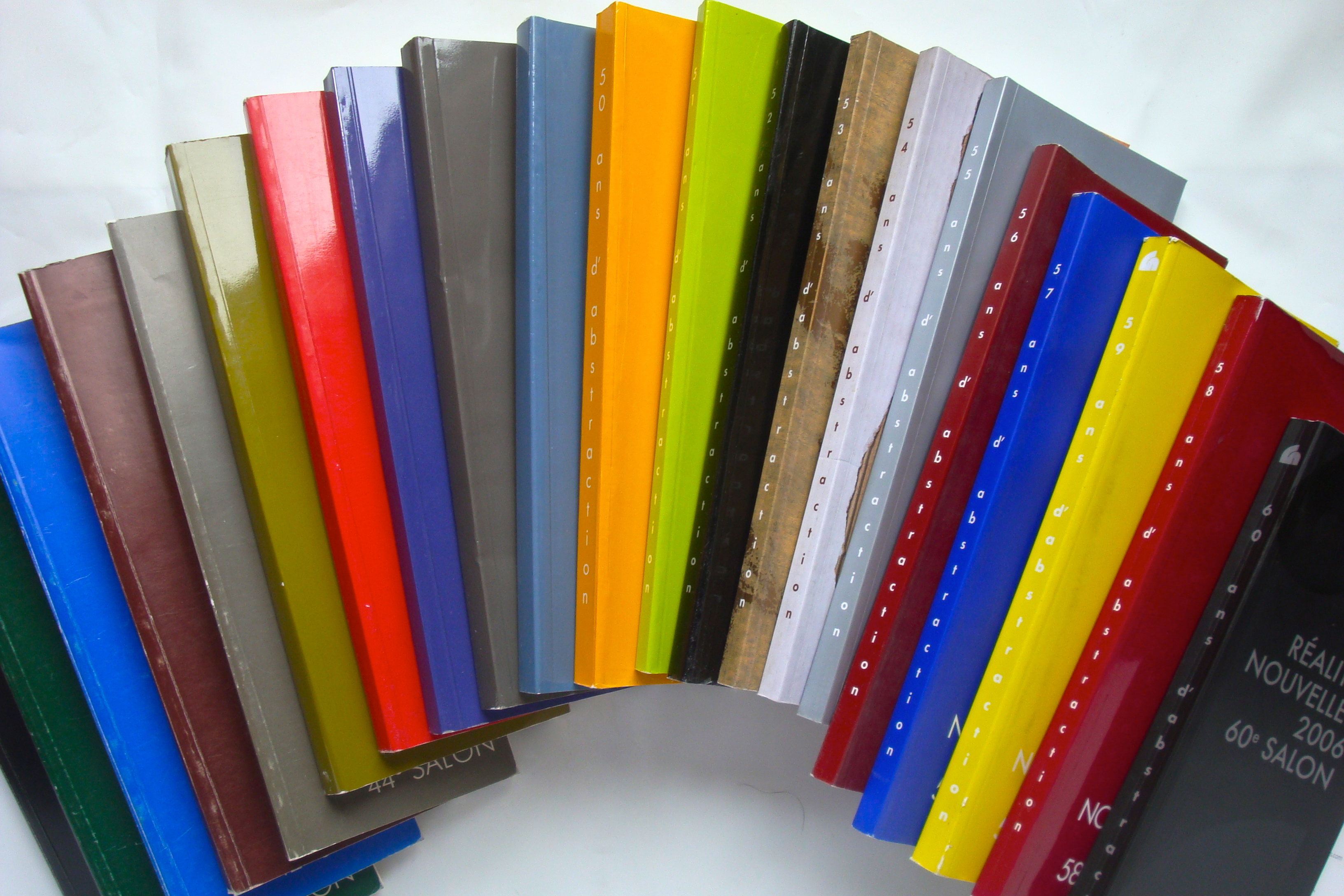
Katalogy z období 1960-2006
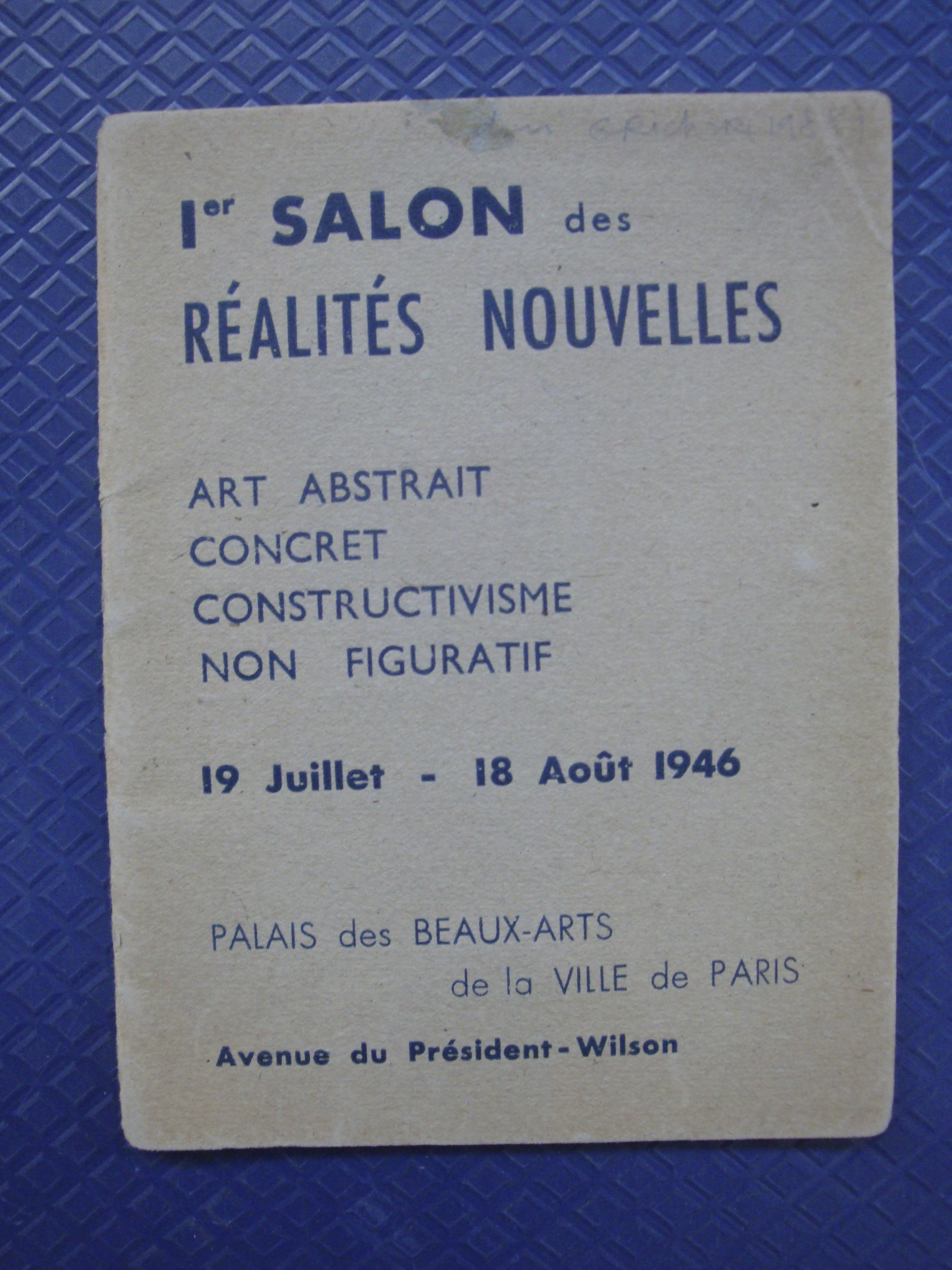
Obálka katalogu z roku 1946
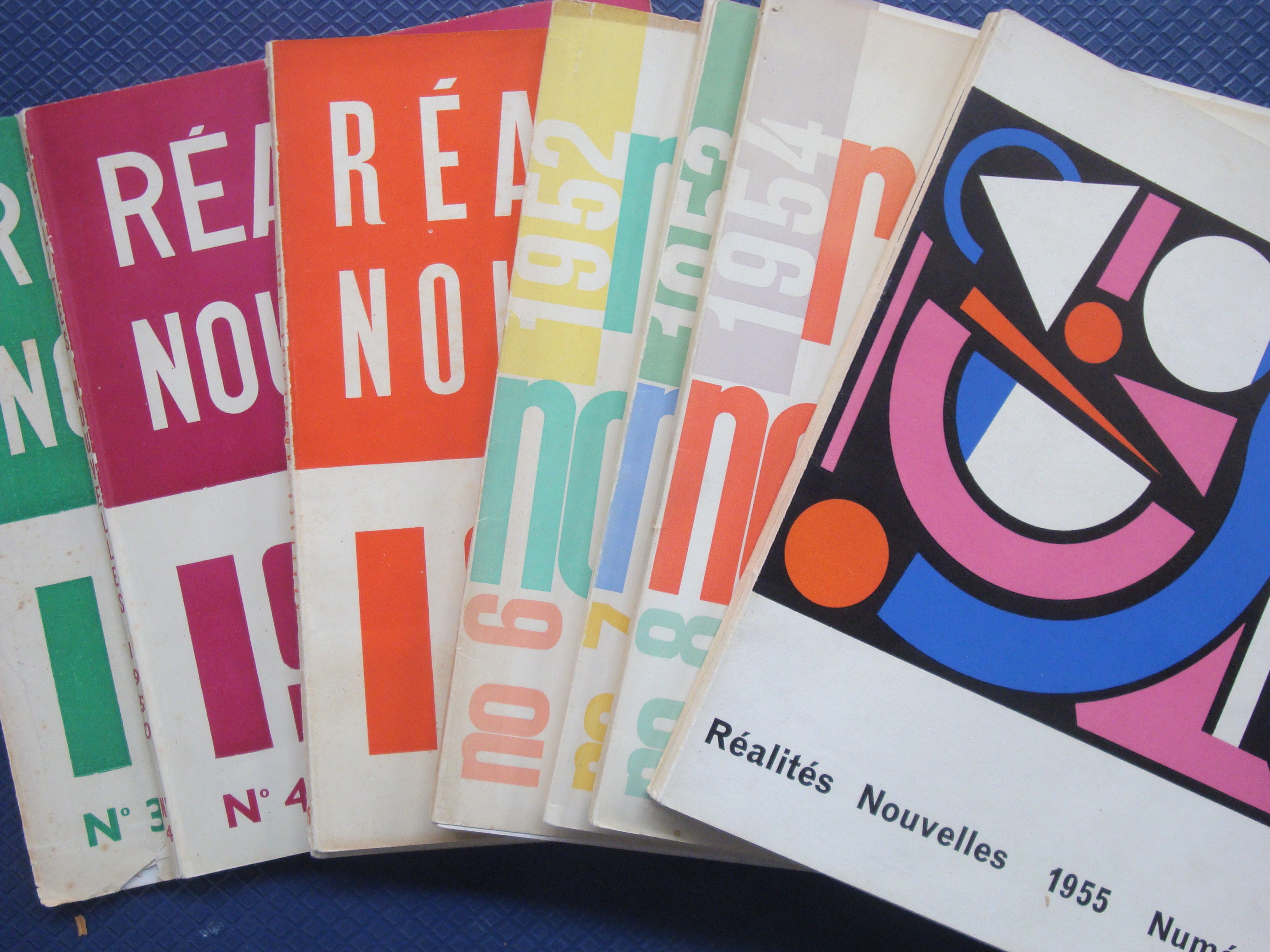
Různé obaly knih Réalités nouvelles z 50. let
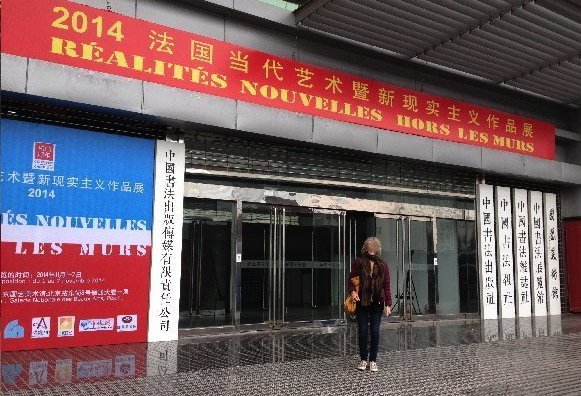
Výstava Salon des réalités nouvelles v Pekingu, Guoyi Art Museum, 2014